# Giuliano di Lecce
Giuliano di Lecce (Giulianu in dialetto salentino) è una frazione di 594 abitanti del comune di Castrignano del Capo, in provincia di Lecce.

## Geografia fisica

### Territorio
L'abitato sorge all'estremità meridionale della penisola salentina a 130 m s.l.m. Dista 2 km del capoluogo comunale in direzione nord, 5 km da Santa Maria di Leuca e 64 km da Lecce. È un'exclave in quanto il suo territorio è distaccato da quello del Comune di appartenenza e circondato dai comuni di Patù e Gagliano del Capo.

## Storia
L'insediamento umano nel territorio di Giuliano potrebbe aver avuto luogo in epoca anteriore alla conquista romana, tenendo conto della presenza di un menhir. Il Rohlfs ritiene che le sue origini siano romane e ne fa derivare il nome da "Ager Julianus" (podere di un Giulio). Il centro accolse i superstiti della vicina città messapica di Vereto, distrutta dalle incursioni saracene nel IX secolo.
Giuliano ha storicamente nobili e affascinanti origini che legano la sua vita a quella della dinastia nobile che l'ha posseduta.
Con i Normanni, il paese fu dotato di un reggimento comunale; nacque l'Universitas di Giuliano che, nell'ambito della Diocesi di Alessano, era una delle più importanti per popolazione (682 abitanti nel 1590) e cultura (notai, medici ed avvocati). A testimonianza dello stato sociale del paese, rimangono sui muri del centro storico iscrizioni ed epigrafi latine che riportano brani biblici o motti di buon auspicio, alcuni riferiti agli amati sovrani del luogo. Una delle più interessanti si trova sulla porta d'ingresso di un frantoio Ipogeo: "impiantato non con speranze di guadagno, ma di libertà, nell'anno del Signore 1789".
Nel XVII secolo, durante il dominio della famiglia feudataria dei Cicinelli, il centro fu dotato di ulteriori mura difensive sulle quali si apriva la porta di San Giuliano, tuttora esistente.  Nel corso dei secoli, l'importanza dell'Universitas di Giuliano andò via via affievolendosi. 
Con l'abolizione del feudalesimo, avvenuta nel 1806, e l'affermarsi della politica napoleonica, i territori e la cultura subirono un forte decadimento, l'Universitas giulianese venne chiusa e il 25 novembre 1808 il paese fu aggregato al comune di Castrignano del Capo, perse la grande importanza di un tempo, divenendone una frazione insieme a Salignano e alla marina di Leuca.

## Monumenti e luoghi d'interesse

### Architetture religiose

#### Chiesa Madre di San Giovanni Crisostomo

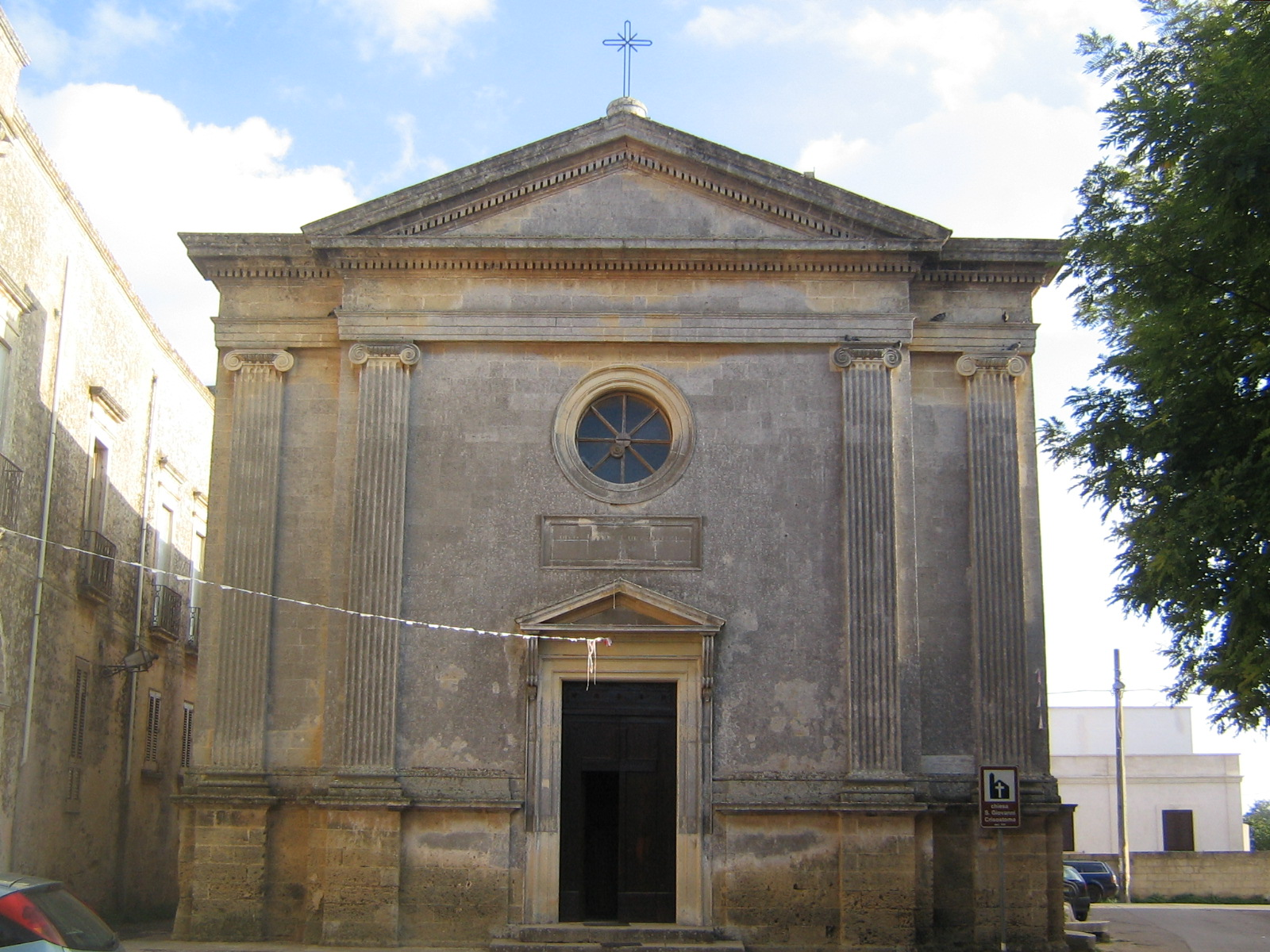
Chiesa Madre

La chiesa Madre di San Giovanni Crisostomo fu edificata nel XVI secolo su una costruzione preesistente. Nel corso dei secoli ha subito numerosi rifacimenti e interventi di restauro che ne hanno alterato l'originario aspetto rinascimentale.
L'edificio presenta un prospetto neoclassico, con paraste e portone centrale sormontato da un'epigrafe che ne ricorda la dedicazione, frutto dei lavori effettuati negli anni 1897-98 per volontà dei fratelli Fuortes di Michele, che innalzarono anche il campanile. L'interno, a tre navate, è ricco di numerose opere artistiche realizzate in varie epoche. Delle fasi più antiche della chiesa rimangono alcuni affreschi del 1564 e un bassorilievo in pietra leccese del 1612 raffigurante "La Pietà". Le cappelle laterali ospitano altari barocchi sormontati da tele di pregevole valore artistico. Settecenteschi sono gli stucchi delle volte e delle colonne e l'organo a canne di Simon Kirker (1721).

### Cripta del Cristo Pantocratore
La cripta prende il nome dall'unico affresco superstite raffigurante il Cristo Pantocratore, porzione dell'affresco che probabilmente avrebbe dovuto rappresentare il deesis insieme a San Giovanni e Maria. Risalente al IX secolo, la cripta è a tre navate e nell'abside è ancora conservato l'altare originario.

### Chiesa di San Pietro Apostolo
La piccola chiesa di San Pietro Apostolo risale al X secolo e fu edificata dai monaci Basiliani o dai Benedettini. È situata alla periferia del paese ed è stata dichiarata monumento nazionale di terza categoria. Molto probabilmente sorge su un edificio ancora più antico.

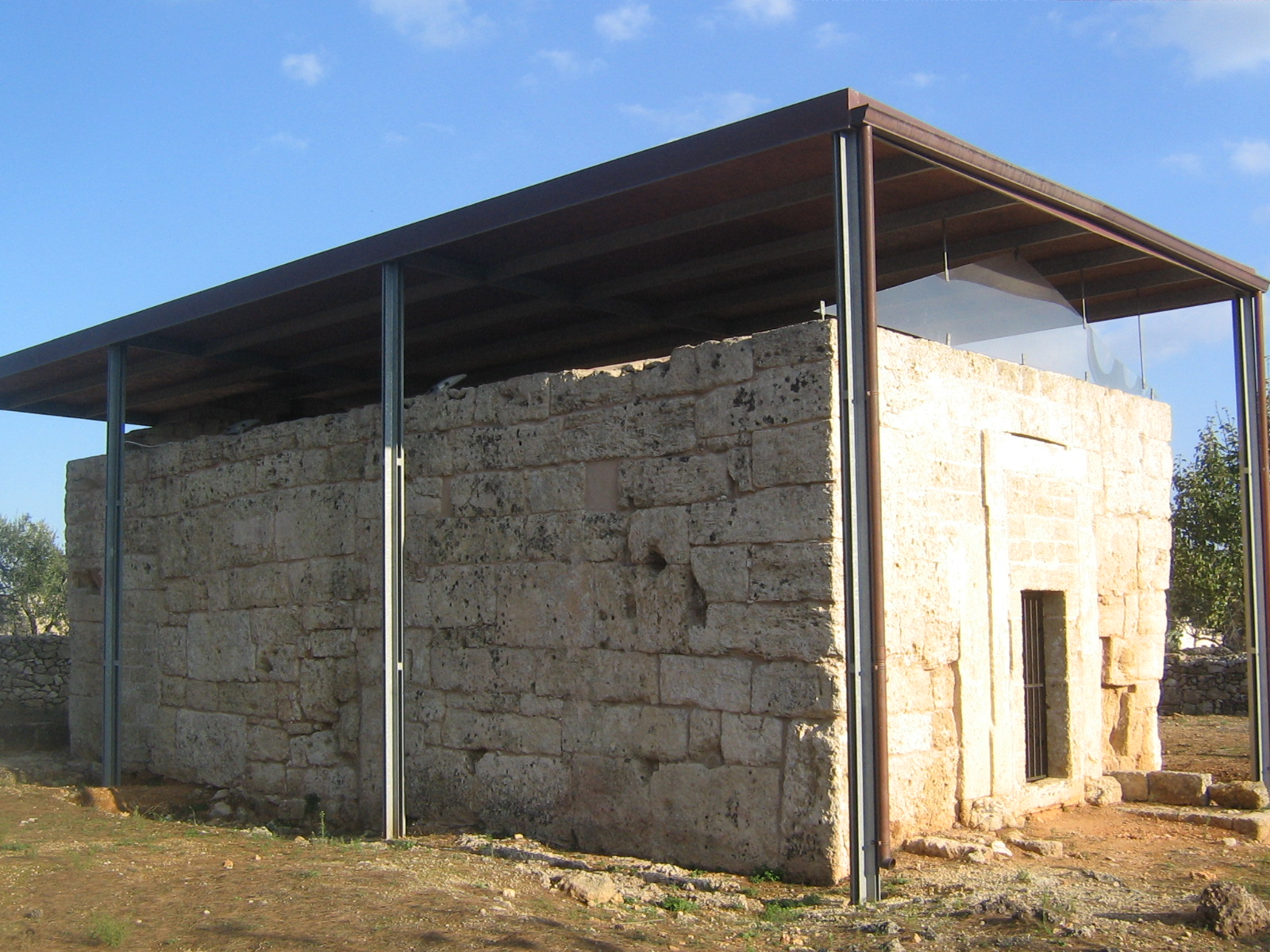
Esterno
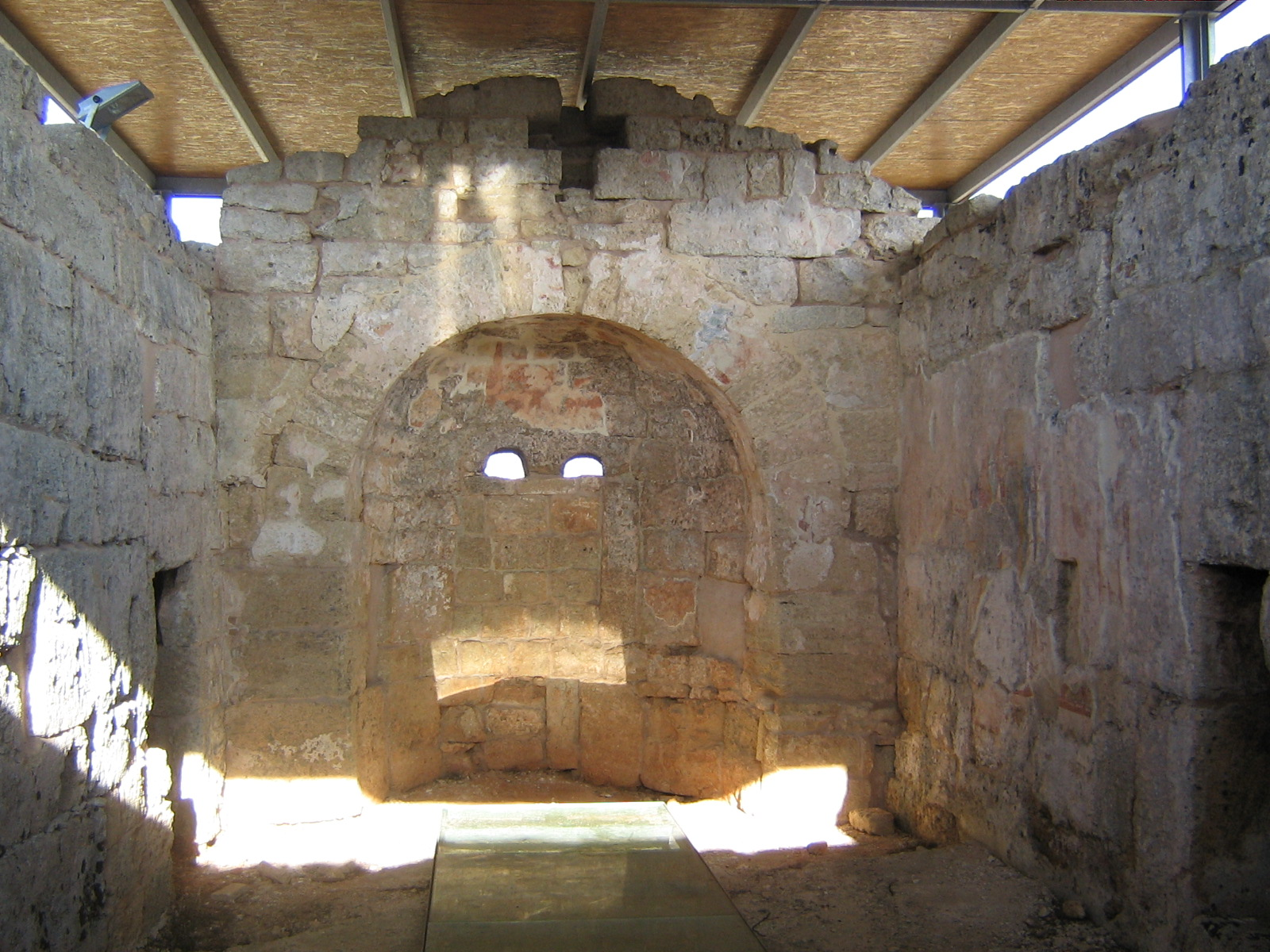
Interno
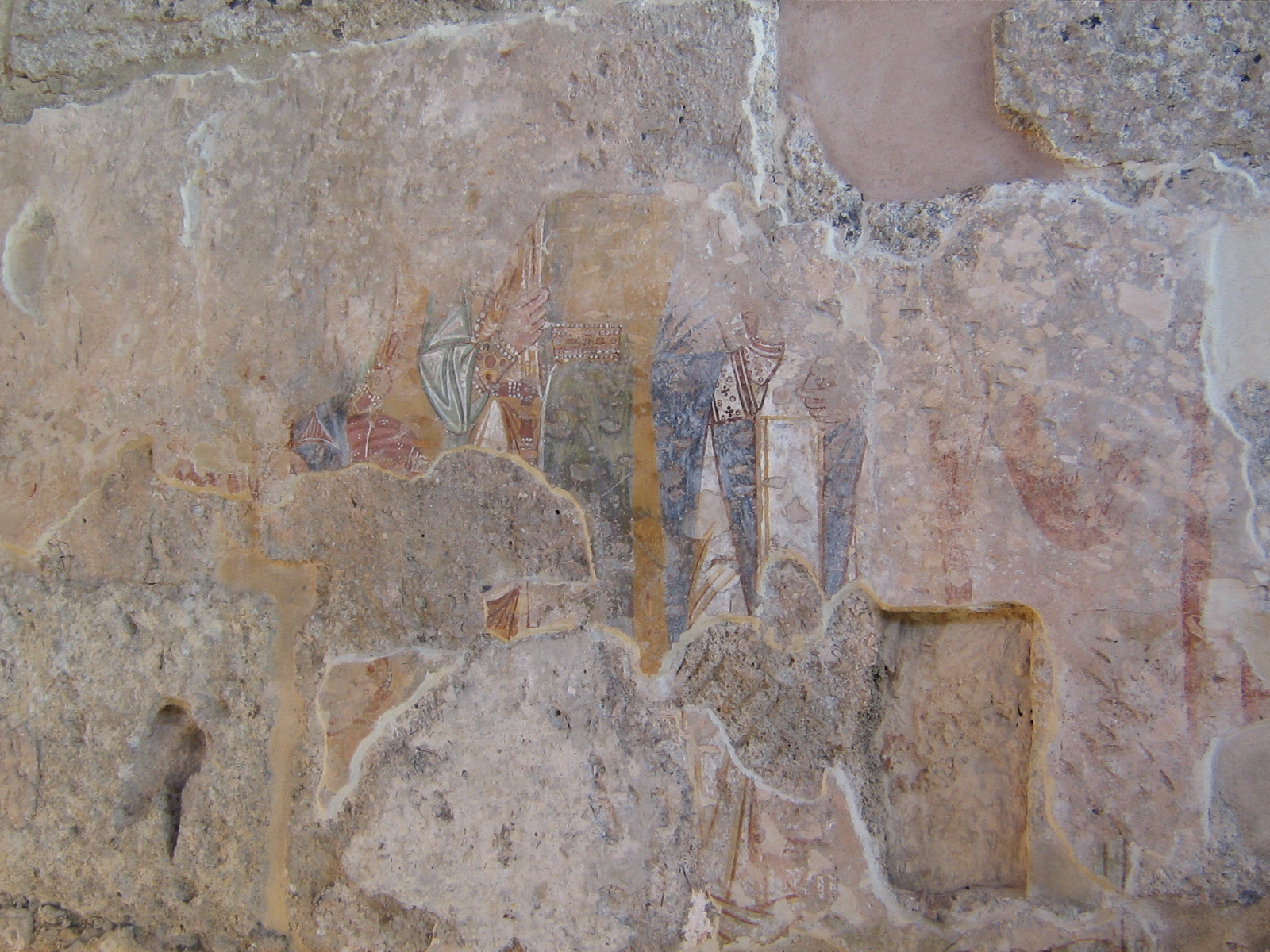
Affreschi

La chiesa, che presenta una lunghezza di 10 metri e una larghezza di 4.70 metri, risulta costruita con massi isodomi provenienti dall'antica città messapica di Vereto. Presenta analoghe somiglianze con le centopietre di Patù. L'interno, privo da decenni della volta, ospita alcuni frammenti di affreschi. I recenti lavori di restauro hanno permesso di individuare, all'esterno dell'edificio, alcune tombe e il silos battesimale tipico della liturgia bizantina.
La sua edificazione è collegata al passaggio dell'apostolo Pietro durante il suo viaggio per raggiungere Roma. Le cronache locali vogliono l'approdo del Santo sulle coste della vicina Santa Maria di Leuca. Lo stesso San Pietro avrebbe edificato il Santuario della Madonna di Leuca su un tempio dedicato a Minerva.

### Menhir Mensi

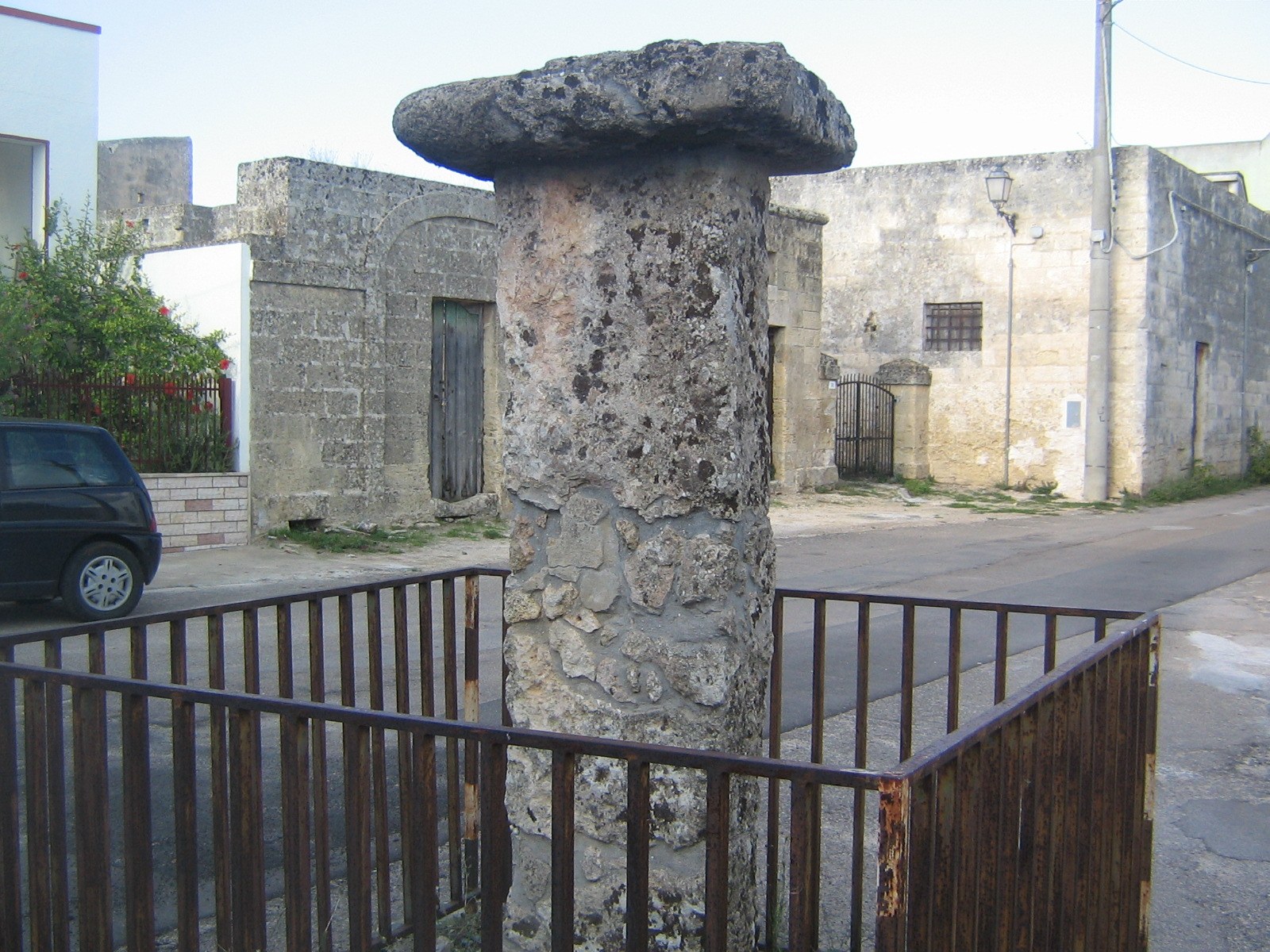

Il menhir Mensi, situato nel centro storico del borgo, nell'antica Via Regina Elena, è uno dei pochi esemplari rimasti nel Capo di Leuca. Realizzato in carparo locale, ha un'altezza di 2,34 metri; la faccia principale misura cm. 52 mentre quella laterale cm. 25. La sua caratteristica è quella di essere sormontato da una piccola lastra orizzontale (cappello).

### Il Castello

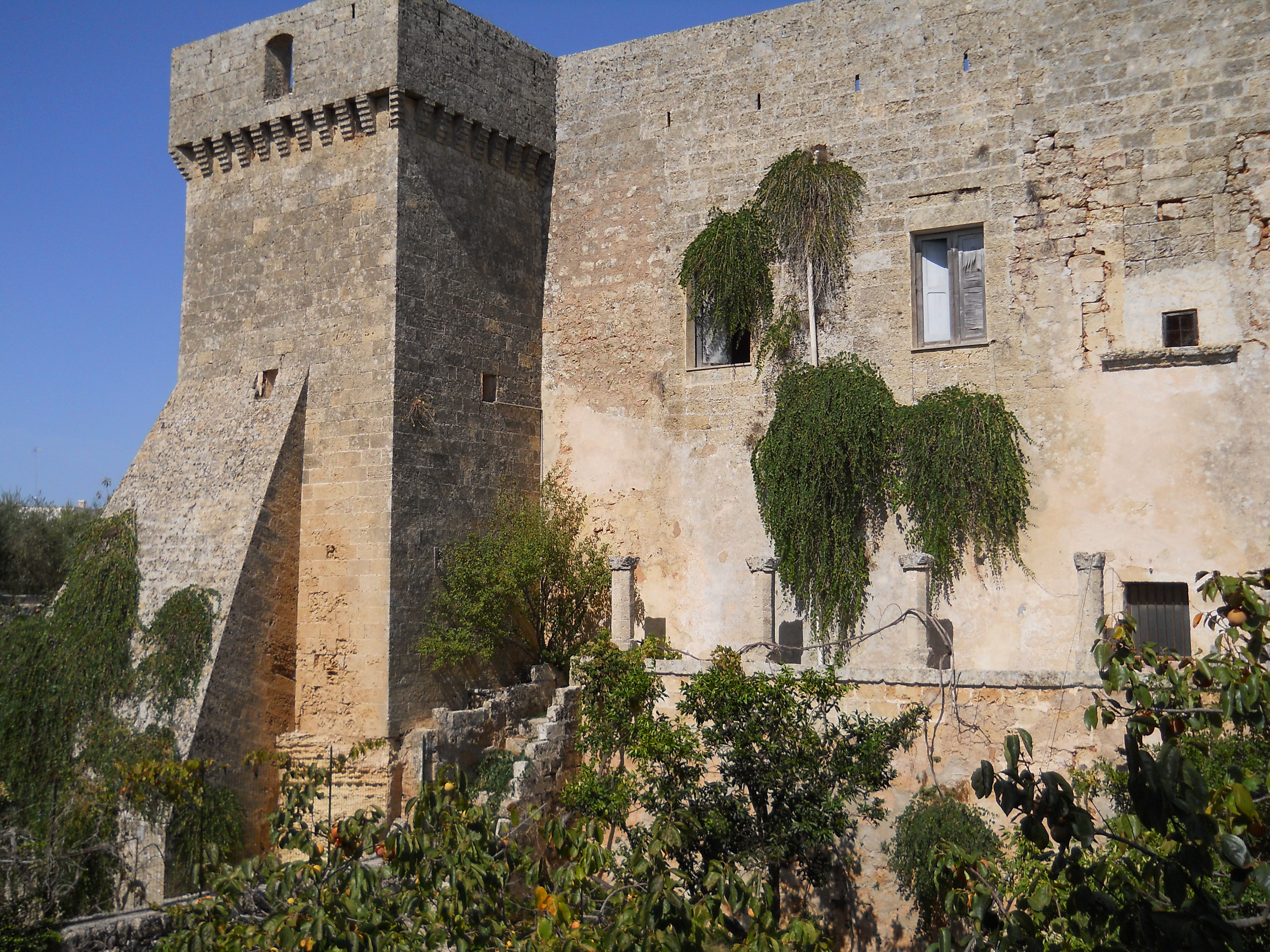

Il feudale Castello di Giuliano, fu edificato nei primi anni del XVI secolo nel cuore antico del paese. La fortezza è una delle poche nel Salento ad avere mantenuto l'originaria fisionomia intatta. Il fossato, ancora visibile, ospita un agrumeto.
Il castello presenta i caratteri propri dell'architettura militare del Cinquecento. Il prospetto principale, ai cui lati si elevano due torrioni di forma quadrata, è caratterizzato da cortine e da quattro alti bastioni verticali. Un ampio ponte ad archi, che supera il fossato, permette l'accesso all'interno del castello. La struttura è distribuita intorno a un ampio cortile centrale sul quale si affacciano tutti gli ambienti del piano terra e del primo piano. Il piano terra, destinato alle attività produttive, ospita le scuderie, le stalle, i depositi e i locali per la servitù; il piano superiore, destinato invece alla residenza del feudatario, ospita le stanze nobiliari.

### Altri monumenti
- Chiesa Maria Santissima Immacolata - XVII secolo
- Laura basiliana - È una delle laure più importanti del territorio salentino, in particolare per la presenza di dipinti, fortunatamente ancora in buono stato di conservazione. Costituita da due ambienti, uno dei quali adibito a camera mortuaria, presenta un'epigrafe recante la data 1107. La cripta sorge sotto la settecentesca Chiesetta dell'Annunciazione.
- Loggia degli Sberleffi - situata nel centro storico, appartiene ad un'abitazione privata. Poggia su 15 mensoloni terminanti con figure apotropaiche e fu realizzata nel 1609.